# 吉德里馬斯·耶格林斯卡斯
吉德里馬斯·耶格林斯卡斯（立陶宛语：Giedrimas Jeglinskas，1979年4月22日—），又譯葉林斯，是立陶宛政治人物，現任立陶宛議會議員。
他曾任北约助理秘书长、立陶宛國防部副部長，並在2024年立陶宛總統選舉中代表民主聯盟「為了立陶宛」參選。

## 早年
耶格林斯卡斯生于考納斯，1997年進入考纳斯理工大学主修管理學，於隔年進入美國西点军校。他在該校獲得政治学學位後，分別在喬治城大學獲得國家安全碩士、哥伦比亚商学院工商管理碩士。
他在立陶宛武装部队服役時，擔任阿爾吉爾達斯大公機械化步兵營排长以及第二調查部高級情報分析員。
2010年至2017年間，耶格林斯卡斯在花旗集团內擔任企业银行业务副总裁。

## 從政

### 入閣
耶格林斯卡斯因過去在軍、商兩界均有豐富經驗，時任立陶宛總理薩利烏斯·思科威爾內里在2017年2月時任命其擔任国防部副部长，负责国防系统采购。
在他任職其間，他成立國防軍需局（Defence Materiel Agency）並改革採購系統，確保預算能被有效使用。
他於2019年7月辭職並轉任北大西洋公约组织行政管理助理秘書長，負責人力、預算規劃、資訊科技與日常庶務，是2004年立陶宛加入北約後該國首位駐北約代表。在烏俄戰爭期間，他常以國防專家的身分受訪、發表評論。

### 2024年選舉
在2024年立陶宛總統選舉前，民主聯盟「為了立陶宛」內部曾提名耶格林斯卡斯為潛在候選人。
後該黨黨主席暨2019年總統選舉候選人紹柳斯·斯克韋爾內利斯拒絕參選，耶格林斯卡斯遂在2023年11月時正式被提名。提名會議舉行時，耶格林斯卡斯主張應增加國防開支，同時批評時任總統吉塔納斯·瑙塞達無法與各政治勢力合作。
針對跟總統選舉同日舉行的憲法公投，耶格林斯卡斯表態投下同意以允許多重國籍。
在首輪總統選舉中，其得票率為1.35%，排名第8落敗。

### 國會議員
他在2024年立陶宛議會選舉中代表民主聯盟「為了立陶宛」，位列該黨政黨名單當選。他於議會內擔任國家安全與國防委員會主席、立陶宛國會友台小組副主席，同時加入多個議會交流團體。

## 選舉紀錄
| 年度 | 選舉屆數           | 選舉區        | 所屬政黨               | 得票數 | 得票率 | 當選標記 |
| ---- | ------------------ | ------------- | ---------------------- | ------ | ------ | -------- |
| 2024 | 第8屆總統選舉      | 第8屆總統選舉 | 民主聯盟「為了立陶宛」 | 19,766 | 1.38%  |          |
| 2024 | 第14屆國會議員選舉 | 比例代表      | 民主聯盟「為了立陶宛」 | 64,013 | 7.55%  |          |